# Aéroport international José-María-Córdova
L’aéroport international José-María-Córdova (code IATA : MDE • code OACI : SKRG) est un aéroport international situé sur un haut-plateau, l’Altiplano de Oriente (es) — dite aussi vallée de San Nicolás —, sur le territoire de la municipalité de Rionegro, dans le département d'Antioquia, dans la cordillère des Andes, au sud-est de la ville de Medellín qu'il dessert, en Colombie. C'est, après l’aéroport international El Dorado de Bogota, le second en importance de ce pays et l'aéroport majeur de l'ouest de celui-ci. Inauguré le 30 juin 1985, il est nommé en l'honneur de José María Córdova (1799-1829), jeune général de l'armée colombienne pendant la guerre d'indépendance de la Colombie contre l'Espagne. Sans pour autant figurer dans la liste des aéroports les plus hauts du monde, son altitude élevée (2142 mètres), conjuguée à de hautes températures de l'air du fait de la relative proximité de l'équateur terrestre, lui vaut d'être choisi pour des essais de moteurs de l’Airbus A380 en janvier 2006.

## Situation
Établi au nord-ouest de l'agglomération de Rionegro, l'aéroport est séparé de Medellín, qui est à une trentaine de kilomètres à vol d'oiseau au nord-ouest, par une zone montagneuse. Traversant cette zone, deux itinéraires routiers relient José-María-Córdova et Medellín. L'itinéraire nord, passant par Santa Elena (es), est en apparence plus direct, mais entièrement à seulement deux fois une voie, et assez sinueux, notamment entre Santa Elena et l'agglomération de Medellín. L'itinéraire sud, le plus fréquenté, emprunte la route à péage (bien qu'elle soit aussi à seulement deux fois une voie) José-María-Córdova-Las Palmas (es), à peine moins sinueuse que la route par Santa Elena, puis rejoint dans cette localité la route nationale 56 (es), à chaussées séparées (deux fois deux voies), permettant d'accéder à Medellín par le sud. Ces itinéraires sont asphaltés, modernes et parfaitement entretenus. Il faut cependant, en raison du relief et parfois de la densité de la circulation, quels que soient les itinéraires, compter une heure pour le trajet de José-María-Córdova à Medellín.

### Carte des aéroports de Colombie
| \| 20 km1:4 119 000 \| Acandí Apartadó / Carepa Araracuara Arauca Armenia Bahía Solano Barrancabermeja Barranquilla / Soledad Bogota Bucaramanga · Lebrija Buenaventura Cali Carthagène · des Indes Corozal Cúcuta Florencia Guapi Ibagué Ipiales · Aldana La Chorrera La Pedrera Leticia Maicao Manizales Medellín Medellín O. H. Mitú Montería Neiva Nuquí Ocaña Pereira Popayán Providencia Puerto · Asís Puerto · Carreño Quibdó Riohacha San Andrés San José · del Guaviare San Juan · de Pasto San Vicente · del Caguán Santa Marta Saravena Tame Tumaco Valledupar Villavicencio Yopal |
| 20 km1:4 119 000 |

## Activités
L'aéroport bénéficie de l'essor touristique actuel de Medellín, permis par le retour à la paix civile dans la région. Il est aussi une plate-forme importante pour l'expédition de fleurs, dont la Colombie est le deuxième exportateur mondial.

## Compagnies et destinations
| Compagnies             | Destinations |
| ---------------------- | --- |
| Aeroméxico             | Mexico-B. Juárez |
| Air Europa             | Madrid-Barajas |
| American Airlines      | Miami |
| Arajet                 | Santiago - Cibao, Saint-Domingue Las Américas |
| Avianca                | - Armenia-El Edén, - Barranquilla-E. Cortissoz, - Bogota-El Dorado, - Bucaramanga-Palonegro, - Cali-Alfonso-Bonilla-Aragón, - Carthagène-R. Núñez, - Cúcuta, - Guayaquil-J. J.-Olmedo, - Madrid-Barajas, - Mexico-B. Juárez, - Miami, - Montería (en), - New York-John F. Kennedy, - Pereira Matecaña, - Punta Cana, - Quito-M. Sucre, - Santa Marta En saison: Orlando, San Andrés-G. R. Pinilla, San Juan - Luis-Muñoz-Marín |
| Avianca Costa rica     | San José-J. Santamaría |
| Copa Airlines          | Panama-Tocumen |
| Copa Airlines Colombia | Panama-Tocumen |
| EZAir                  | Curaçao |
| JetAir Caribbean       | Curaçao |
| JetBlue                | Fort Lauderdale-Hollywood |
| JetSmart Chile         | Santiago du Chili-A.-M.-Benítez |
| JetSmart Perú          | Lima-J. Chávez |
| LATAM Colombia         | - Barranquilla-E. Cortissoz, - Bogota-El Dorado, - Carthagène-R. Núñez, - Miami, - Montería (en), - Pereira Matecaña, - San Andrés-G. R. Pinilla, - Santa Marta |
| LATAM Perú             | Lima-J. Chávez |
| Spirit Airlines        | Fort Lauderdale-Hollywood, Orlando |
| Wingo                  | - Aruba-Reine-Beatrix, - Bogota-El Dorado, - Cancún, - Caracas-Maiquetía, - Carthagène-R. Núñez, - La Havane-José Martí, - Balboa, Panama, - Panama-Tocumen, - Punta Cana, - Santa Marta, - Saint-Domingue Las Américas |

Édité le 08/04/2018  Actualisé le 18/12/2023

## Statistiques
Pour des raisons techniques, il est temporairement impossible d'afficher le graphique qui aurait dû être présenté ici.

Voir la requête brute et les sources sur Wikidata.

## Galerie de photographies

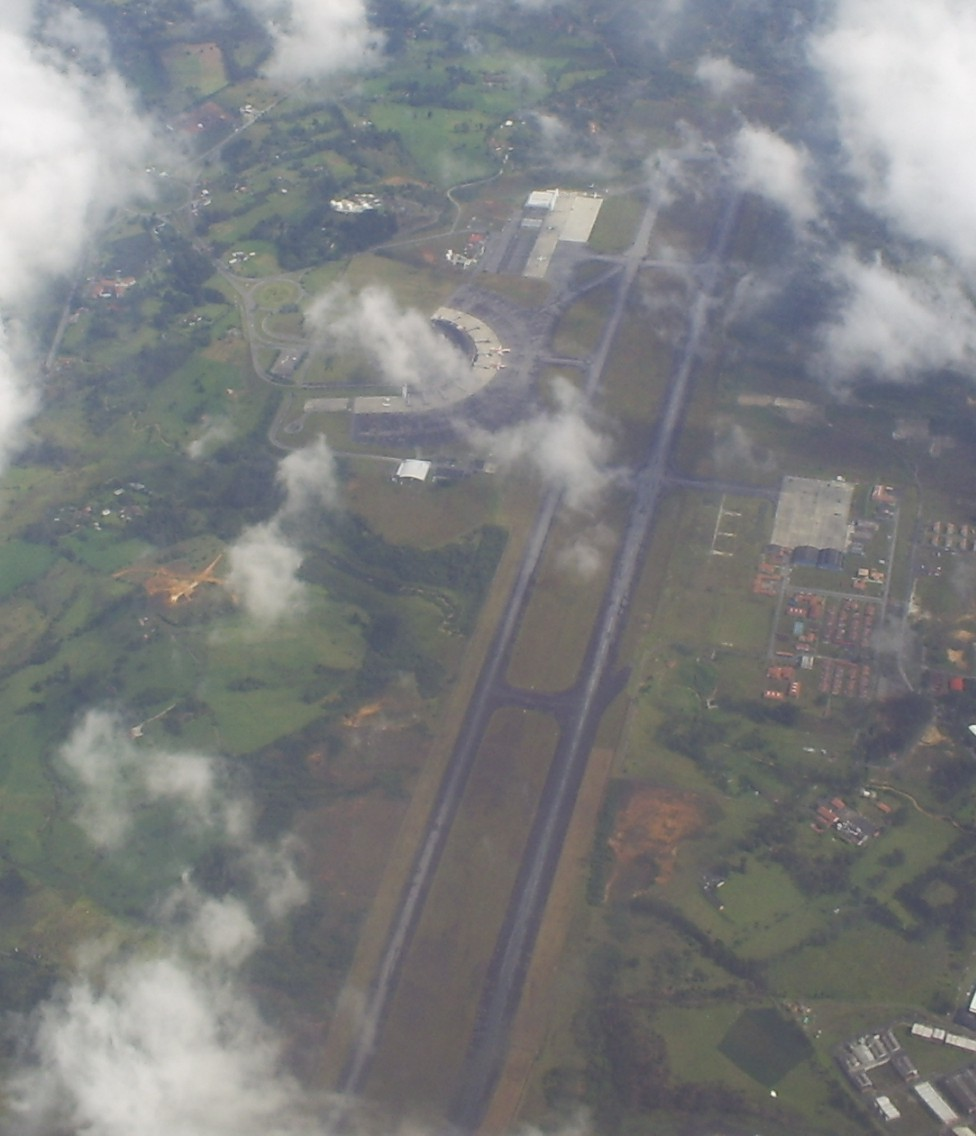
Une vue aérienne de l'aéroport.
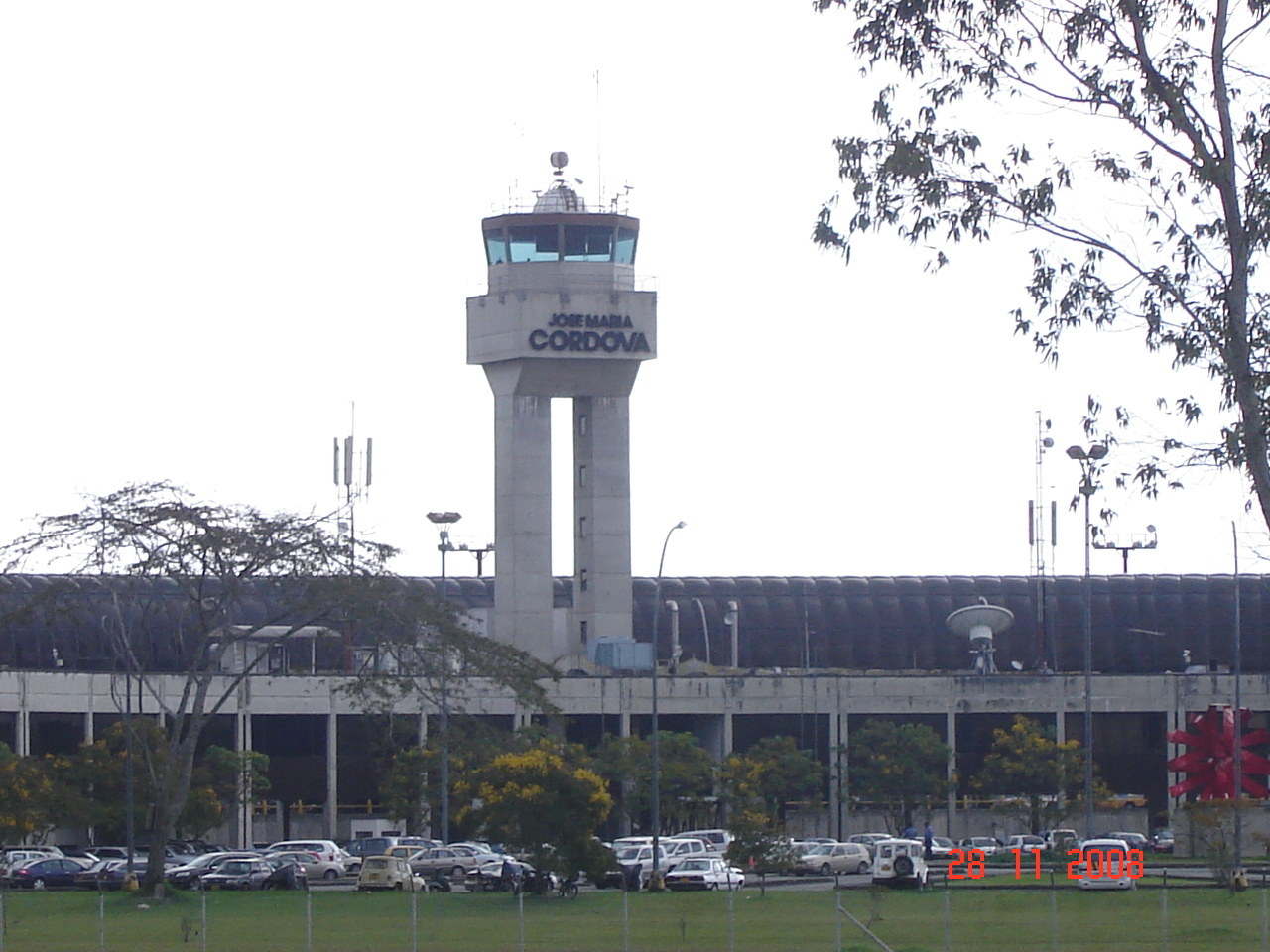
Le bâtiment principal de l'aéroport, dominé par la tour de contrôle, en 2008.
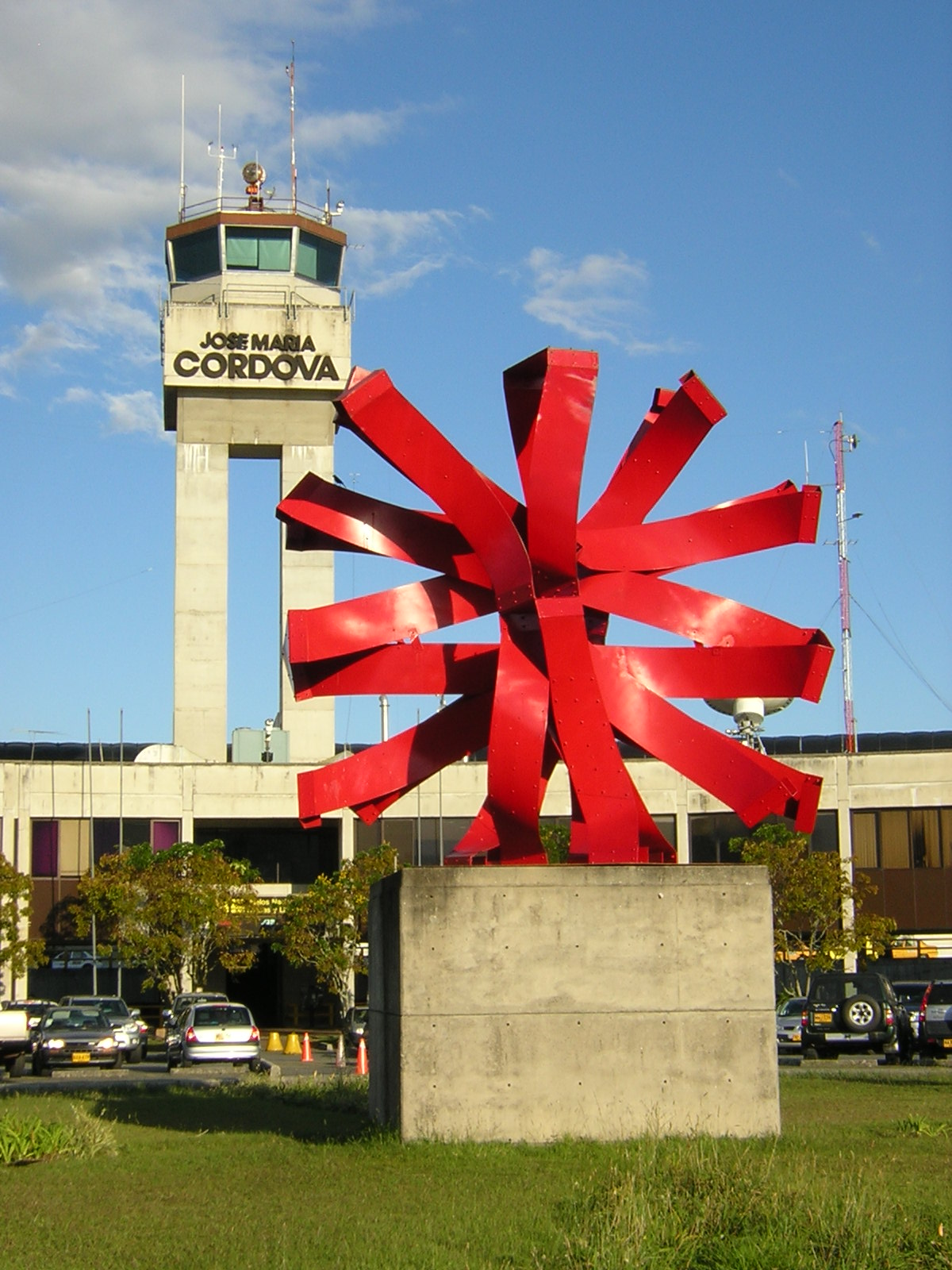
La sculpture d'Edgar Negret El sol (ce qui signifie, en français, « Le Soleil ») et en arrière-plan, la tour de contrôle.
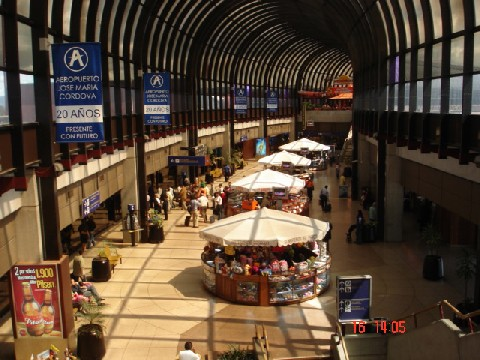
L'intérieur du terminal de José-María-Córdova, en 2005.
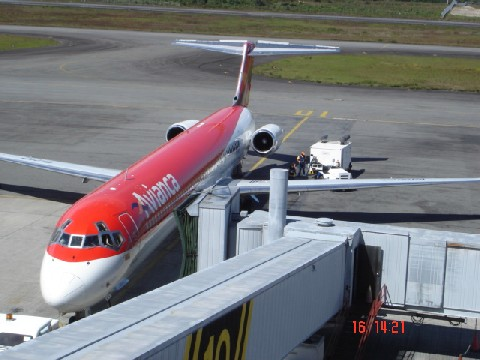
Un avion McDonnell Douglas MD-83 de la compagnie aérienne Avianca relié au terminal par une passerelle aéroportuaire télescopique, en 2006.